# Circaea lutetiana
Circaea lutetiana es una especie de la familia de las Onagráceas.

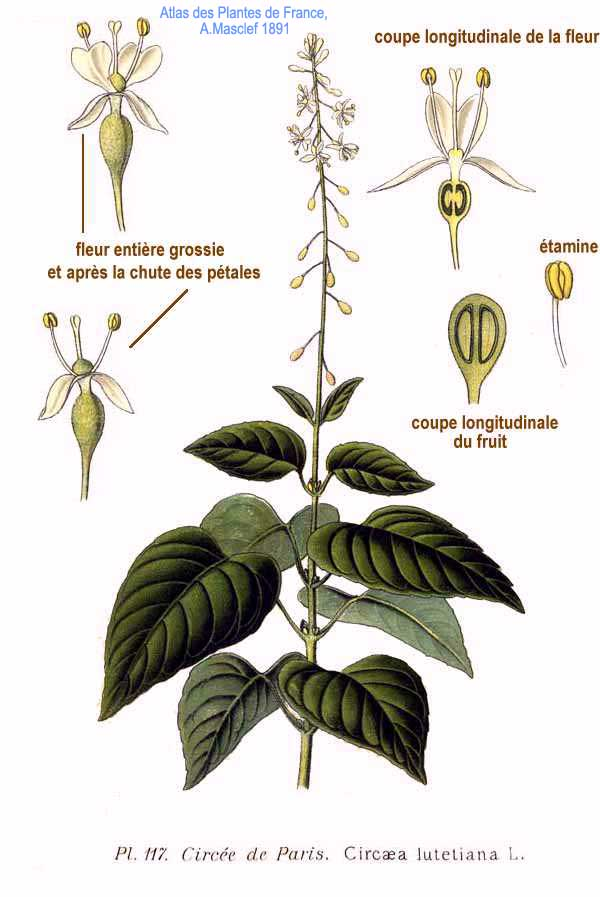
Ilustración

## Descripción
Planta perenne de hasta 60 cm, de hojas opuestas, ovadas y agudas con base truncada o acorazonada, espaciadamente dentada, pelosa. Flores blancas o rosáceas, 4-8 mm; sépalos, pétalos y estambres 2. Pétalos 2-4 mm, muy mellados. Inflorescencia que se alarga antes de que caigan los pétalos. Fruto bilobulado, con cerdas ganchudas. Florece en el verano.

## Hábitat
Bosques y lugares umbrosos.

## Distribución
Toda Europa excepto Islandia y Finlandia.

## Taxonomía
Circaea lutetiana fue descrita por (L.) Georgi y publicado en Species Plantarum 1: 9. 1753.
Etimología
Circaea: nombre genérico nombrado en honor de Circe, en la mitología griega diosa y hechicera que vivió en la isla de Eea.
lutetiana: epíteto, de Lutetia, actualmente París, capital de la Galia celta a orillas del río Sena. Cuando el río se llenó quedó la ciudad llena de barro (Lutum en latín).
Sinonimia
- Carlostephania major Bubani
- Circaea major Lam.
- Circaea nemoralis Salisb.
- Circaea ovatifolia Stokes
- Circaea pubescens Pohl
- Circaea racemosa var. lutetiana (L.) Hull
- Circaea vulgaris Moench
- Regmus lutetianus Dulac[3]

## Nombre común
- Castellano: circea, hierba de San Simón, yerba de los encantos.[4]